# Stord (G26)
Lo Stord (pennant number G26) fu un cacciatorpediniere della Marina militare norvegese, appartenente alla classe S e attivo durante la seconda guerra mondiale; costruito inizialmente per la Royal Navy britannica con il nome di HMS Success, l'unità fu ceduta alla Marina norvegese ancora prima del suo completamento, entrando in servizio nel settembre 1943. L'unità prese parte alla battaglia di Capo Nord, alla scorta dei convogli artici e alle operazioni navali dello sbarco in Normandia, e rimase in servizio con la Marina norvegese fino al 1959 quando fu radiata e demolita.

## Storia
Ordinata il 9 gennaio 1941 ai cantieri della J. Samuel White di Cowes, la nave fu impostata il 25 febbraio 1942 e varata il 3 aprile 1943 con il nome di Success ("successo" in lingua inglese); ancor prima di essere completata, il 26 agosto 1943 la nave fu assegnata alla Marina militare norvegese e assunse la denominazione di Stord in onore dell'omonima località della Norvegia meridionale, ed entrò ufficialmente in servizio con i nuovi proprietari il 3 o il 6 settembre seguenti al comando del capitano Skule Valentin Storheill; la maggior parte dell'equipaggio dell'unità proveniva da un altro cacciatorpediniere norvegese, lo Eskdale, affondato in azione dai tedeschi il 14 aprile 1943.

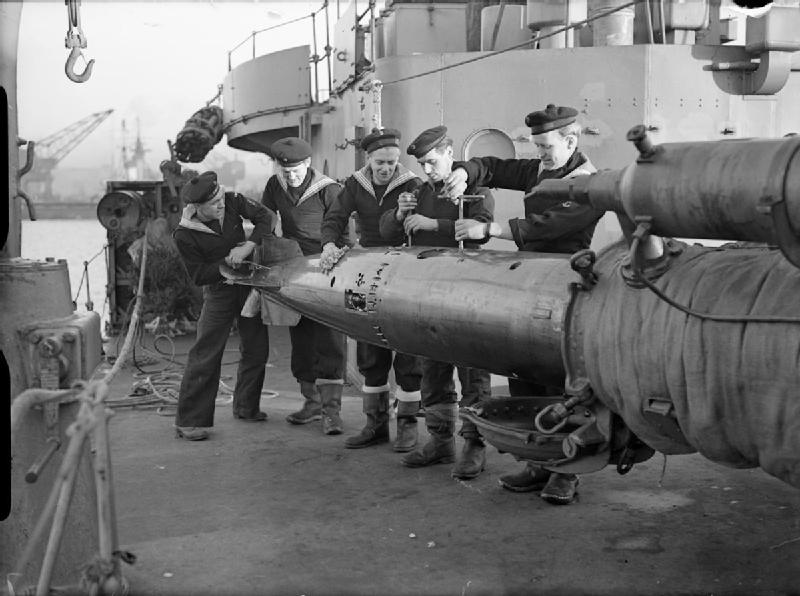
Marinai norvegesi caricano un tubo lanciasiluri a bordo dello Stord

Assegnata alla 23rd Destroyer Flotilla della Home Fleet britannica di stanza a Scapa Flow, il 2 novembre l'unità prese parte alla sua prima missione operativa partecipando alla scorta a distanza del convoglio navale RA54A diretto nel Regno Unito dalla Penisola di Kola, rientrando poi alla base il 23 novembre; il 7 dicembre lo Stord fece parte di una grossa formazione navale britannica inviata a coprire la posa di uno sbarramento minato al largo delle coste norvegesi e a condurre attacchi aerei al traffico tedesco in zona. Il 16 dicembre il cacciatorpediniere raggiunse la baia di Kola per partecipare alla scorta dei convogli JW55A e JW55B in arrivo ad Arcangelo dal Regno Unito; salpato il 18 dicembre insieme alla nave da battaglia HMS Duke of York e a tre cacciatorpediniere britannici per fungere da scorta a distanza al convoglio, il 26 dicembre lo Stord prese parte all'affondamento della nave da battaglia tedesca Scharnhorst durante la cosiddetta battaglia di Capo Nord: il cacciatorpediniere norvegese lanciò otto siluri contro l'unità tedesca già danneggiata dalle cannonate della Duke of York dandole così il colpo di grazia, e per la sua azione nella battaglia il capitano Storheill fu insignito della Distinguished Service Cross.
Rientrato a Scapa Flow il 31 dicembre, il cacciatorpediniere riprese con la scorta dei convogli artici nel gennaio 1944 accompagnando il convoglio JW56A dal Regno Unito a Kola e subendo senza danni un attacco di sommergibili tedeschi; lo Stord partecipò a missioni di scorta simili anche in febbraio (convogli JW56B e RA56), marzo (convoglio JW58) e aprile (convoglio RA58) prima di essere assegnato, in maggio, all'operazione Neptune, la parte navale del progettato sbarco in Normandia. Il 6 giugno 1944 lo Stord scortò la Bombardment Force D (navi da battaglia HMS Warspite e HMS Ramillies e incrociatore HMS Mauritius, partecipando anche al bombardamento di copertura dei reparti sbarcati; il 24 giugno la nave fu distaccata per intercettare unità navali tedesche in fuga dal porto di Cherbourg, combattendo senza danni con al cune S-boot. Dopo un periodo di lavori di manutenzione di routine a Portsmouth in luglio, tra il 15 e il 22 agosto lo Stord scortò una massiccia formazione britannica diretta a condurre attacchi aerei contro la nave da battaglia tedesca Tirpitz ancorata nel fiordo di Kaa in Norvegia.
Dopo alcune missioni di routine nelle acque britanniche e un'incursione aeronavale nelle acque di Hagesund l'8 dicembre, nel gennaio 1945 lo Stord tornò alle operazioni di scorta dei convogli artici accompagnando il convoglio JW63 a Kola e il RA63 a Loch Ewe. Operazioni simili si susseguirono fino alla conclusione delle ostilità l'8 maggio 1945: lo Stord fu quindi distaccato per sovrintendere alla resa dei sommergibili tedeschi nel Mare del Nord, scortando varie unità capitolate nel porto di Trondheim tra il 13 e il 18 maggio; il 5 giugno, invece, il cacciatorpediniere fece da scorta all'incrociatore HMS Norfolk diretto a Oslo con a bordo il re Haakon VII di Norvegia in rientro nel paese dopo cinque anni d'esilio, partecipando quindi alle celebrazioni per la vittoria nella capitale norvegese il 7 giugno. Rimasto in servizio con la Marina norvegese dopo il periodo della seconda guerra mondiale, lo Stord fu infine radiato e avviato alla demolizione nel 1959.